# Eckard von Usedom
Eckard von Usedom, auch Eckhard(t)/Eccehard, (* 1580; † 8. März 1646) war ein deutscher Jurist und Hofgerichtspräsident im Herzogtum Pommern-Wolgast.

## Leben
Eckard (III.) von Usedom entstammte dem pommerschen Adelsgeschlecht von Usedom. Er war um 1608 Hofrat, später Geheimer Rat in der Kurpfalz. Als sich dort die Verhältnisse änderten, ging er als Assessor ans Reichskammergericht. 1610 wurde er in Dachstein im Elsass von Soldaten angegriffen und schwer verwundet.
1623 wurde er Herzoglicher Geheimer Legationsrat und später Kanzler von Pommern. 1625 wurde er zum Präsidenten des Hofgerichts und zum Schlosshauptmann in Wolgast ernannt. Von den Herzögen Philipp Julius und Bogislaw XIV. wurde er wiederholt mit wichtigen Angelegenheiten betraut. Während des Dreißigjährigen Krieges handelte er zusammen mit Thomas Heydebreck mit dem kaiserlichen Oberst von Arnim den am 11. Februar 1628 geschlossenen Greifswalder Vergleich aus.
Obwohl er sich 1632 aus gesundheitlichen Gründen aus seinen Ämtern zurückziehen wollte, übernahm er das Amt des Landvogts von Rügen, das er bis an sein Lebensende verwaltete. Von 1636 stammt ein Kastengestühl in der Dorfkirche Maria-Magdalena in Neuenkirchen auf Rügen, einer Stiftung von ihm.
Testamentarisch stiftete er der Universität Greifswald mehrere Stipendien. Seine Büchersammlung ging an die Universitätsbibliothek Greifswald.